# Szapowaliwka (obwód sumski)
Szapowaliwka (ukr. Шаповалівка) – wieś na Ukrainie, w obwodzie sumskim, w rejonie konotopskim, w hromadzie Popiwka. W 2001 liczyła 815 mieszkańców, spośród których 803 wskazało jako ojczysty język ukraiński, a 12 rosyjski.